# Frans Schollaert

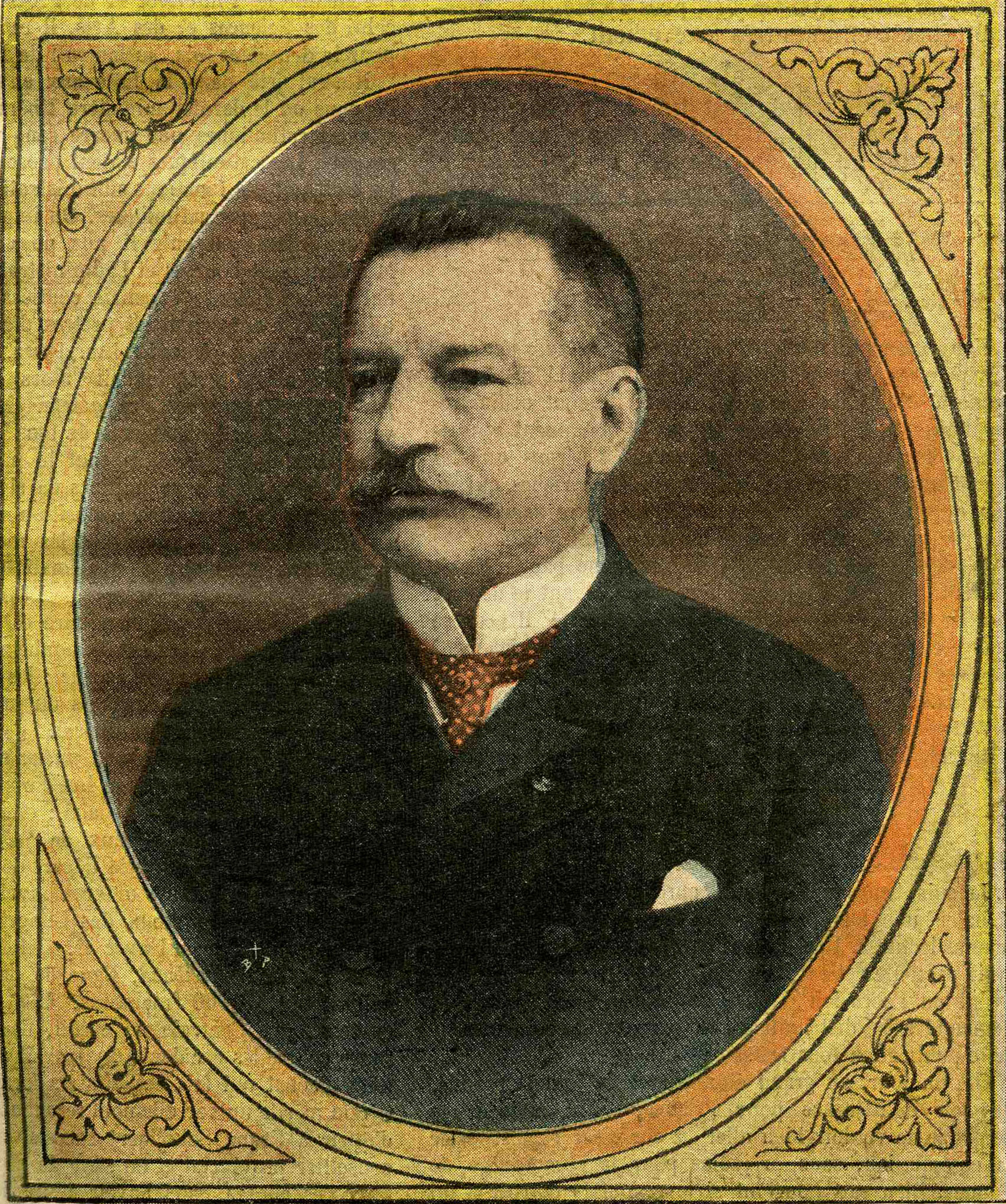
Frans Schollaert, 1913

François Victor Marie Ghislain Schollaert (* 19. August 1851 in Wilsele, Brabant; † 29. Juni 1917 in Sainte-Adresse) war ein belgischer katholischer Politiker und Premierminister.

## Studium und berufliche Tätigkeiten
Nach dem Studium der Rechtswissenschaften und der Promotion zum Doctor Iuris, war er als Rechtsanwalt in Löwen tätig. Als solcher war er 1893 bis 1895, 1900 bis 1902 sowie 1904 bis 1906 Vorsitzender der Rechtsanwaltskammer von Löwen.

## Politische Laufbahn

### Abgeordneter und Parlamentspräsident
Schollaert wurde 1888 zum Mitglied der Abgeordnetenkammer gewählt. Dort vertrat er bis zu seinem Tod die Interessen der Katholieke Partij. 1890 war er einer der Mitgründer des Bauernbundes.
Von 1901 bis 1908 sowie von 1912 bis zu seinem Tode 1917 war er jeweils Präsident der Abgeordnetenkammer.

### Minister und Premierminister 1908 bis 1911
Von 1895 bis 1899 war er Innenminister in dem Kabinett von Jules de Burlet und Paul de Smet de Naeyer.
Am 9. Januar 1908 wurde er als Nachfolger von Jules de Trooz selbst Premierminister. In seinem Kabinett war er darüber hinaus Innenminister (1908 bis 1910), Landwirtschaftsminister (1908 bis 1910) sowie Minister für Kunst und Wissenschaften (1910 bis 1911). In seiner Funktion als Premierminister war er zudem nach dem Tod von König Leopold II. vom 17. bis zum 23. Dezember 1909 amtierender Regent von Belgien. Am 17. Juni 1911 trat er als Premierminister zurück und wurde durch seinen Parteifreund Charles de Broqueville abgelöst.
Der Schollaert-Kanal, ein Wasserweg im antarktischen Palmer-Archipel, ist nach ihm benannt.

## Biographische Quellen
- Biographie in ars-moriendi.be

## Hintergrundliteratur
- Reluctant Ally (1909-1934) (PDF-Datei; 591 kB)
- Ypersele, Laurence van: L’image du Roi dans la caricature politique en Belgique de 1884 à 1914

| Personendaten    | Personendaten                              |
| ---------------- | ------------------------------------------ |
| NAME             | Schollaert, Frans                          |
| ALTERNATIVNAMEN  | Schollaert, François Victor Marie Ghislain |
| KURZBESCHREIBUNG | belgischer Politiker und Premierminister   |
| GEBURTSDATUM     | 19. August 1851                            |
| GEBURTSORT       | Wilsele                                    |
| STERBEDATUM      | 29. Juni 1917                              |
| STERBEORT        | Sainte-Adresse                             |